# Lac Muskrat
Le lac Muskrat est un lac situé en Ontario au Canada.
Sa longueur est de 16 km pour une surface de 1,219 ha. Il est situé au nord-ouest d'Ottawa, au nord du village de Cobden.

## Carte bathymétrique

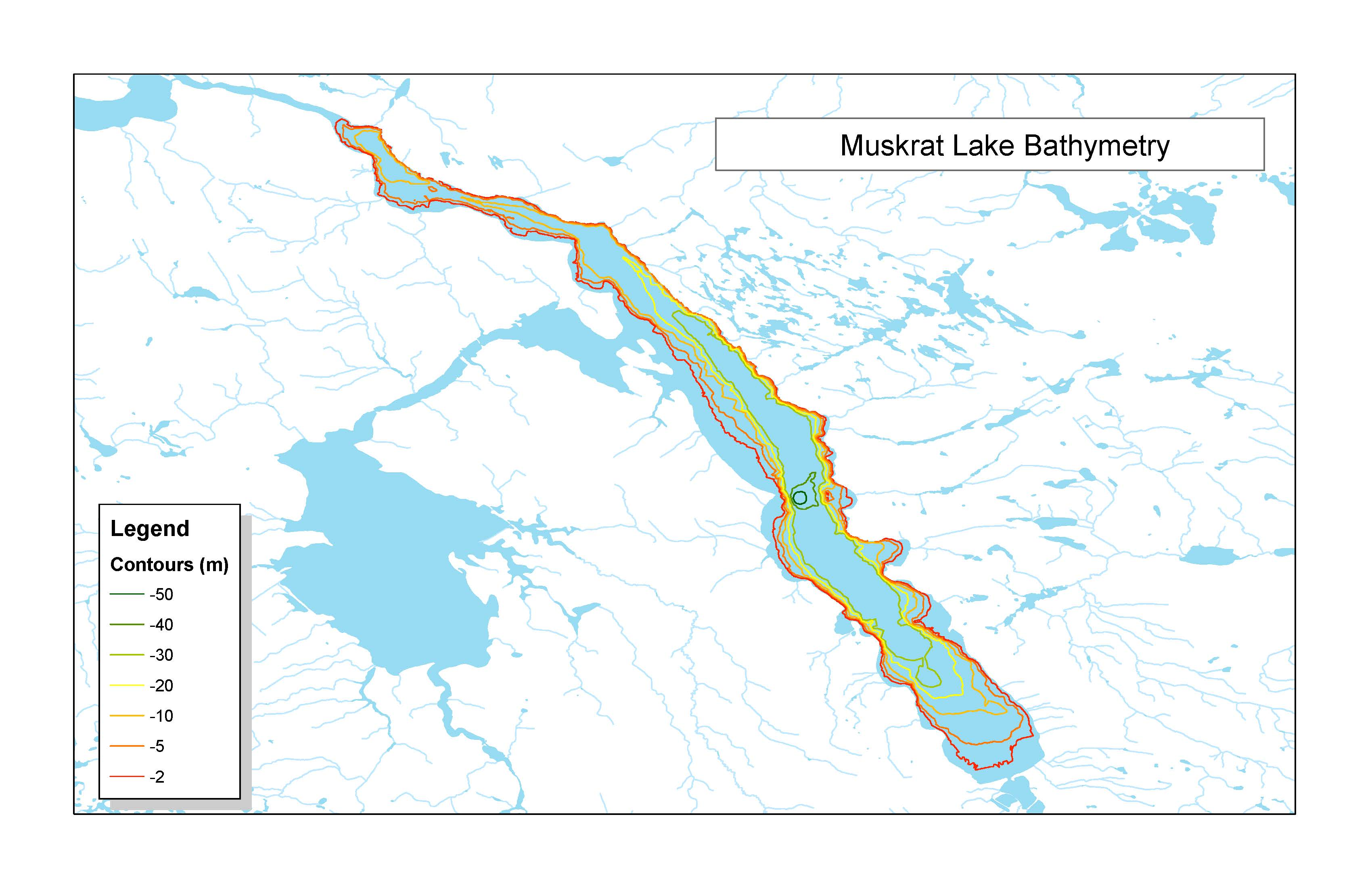
Carte bathymétrique du lac Muskrat